# Прокопьев, Сергей Иванович
Сергей Иванович Прокопьев — советский хозяйственный, государственный и политический деятель.

## Биография
Родился в 1911 году в Рыбинске. Член ВКП(б).
С 1932 года — на хозяйственной, общественной и политической работе. В 1932—1966 гг. — строитель Рыбинского моторного завода, начальник цеха, заместитель главного инженера, начальник производства Иркутского авиационного завода № 125 им. Сталина, директор Улан-Удэнского авиационного завода № 99, на руководящих должностях на Саратовском авиационном заводе.
Избирался депутатом Верховного Совета СССР 2-го созыва.